# Thank You For...
Thank You For... è il quarto album della cantante inglese Bridget St John, pubblicato nel giugno 1972 dalla Dandelion, casa discografica di John Peel.

## Tracce
Tutte le canzoni sono di Bridget St John, tranne dove indicato.
1. Nice – 2:25
2. Thank You For... – 1:59
3. Lazarus – 2:45 (tradizionale)
4. Goodbaby Goodbye – 3:11 (Nigel Beresford)
5. Love Minus Zero/No Limit – 1:25 (Bob Dylan)
6. Silver Coin – 1:33 (Terry Hiscock)
7. Happy Day  – 3:11
8. Fly High – 1:54 (St John, con i primi due versi di Robert Louis Stevenson)
9. To Leave Your Cover  – 4:14
10. Every Day – 3:24 (Norman Petty/Charles Hardin)
11. A Song Is As Long As It Wants To Go On  – 1:42

## Musicisti
- Bridget St John - canto, chitarra, chitarra a 12 corde
- John Martyn - chitarra elettrica, chitarre folk in Fly High
- Rick Kemp - basso elettrico in Nice, Fly High, Lazarus e in Love Minus Zero/No Limit
- Pip Pyle - batteria in Nice e in Lazarus
- Rick Sanders - chitarra folk in Thank You For, To Leave Your Cover e in Happy Day; bottleneck in Thank You For
- Gordon Huntley - pedal steel in Nice e in Silver Coin
- Ian Whiteman - pianoforte in Goodbaby Goodbye
- Andy Roberts - Kriwazcek string organ in To Leave Your Cover
- Dave Mattacks - batteria in Love Minus Zero/No Limit
- Tim Renwick - chitarra elettrica in Love Minus Zero/No Limit, Happy Day e in Every Day
- Willie John Wilson - batteria in Happy Day e in Every Day
- Bruce Thomas - basso elettrico in Happy Day e in Every Day